# 第12回ベルリン国際映画祭
第12回ベルリン国際映画祭は1962年6月22日から7月3日まで開催された。

## 概要
1961年8月からベルリンの壁の建設がはじまり、その結果として映画祭においても東ドイツ側からの観客がなくなり、上映作品も目立つものはなく、全体的に停滞した傾向に陥ってしまった。
日本からは小津安二郎と羽仁進の作品がコンペティション部門に出品されたが、いずれも受賞はならなかった。

## 受賞
- 金熊賞：『或る種の愛情』（ジョン・シュレシンジャー）
- 銀熊賞
  - 審査員特別賞：『Isaengmyeong dahadorok』（申相玉）
  - 監督賞：フランチェスコ・ロージ （『シシリーの黒い霧』）
  - 男優賞：ジェームズ・スチュワート （『H氏のバケーション』）
  - 女優賞：ヴィヴェカ・リンドフォース、リタ・ガム （『No Exit』）

## 上映作品

### コンペティション部門
長編映画のみ記載。アルファベット順。邦題がついていない場合は原題の下に英題。
| 題名 原題                                                    | 監督                                                                                               | 製作国                                     |
| ------------------------------------------------------------ | -------------------------------------------------------------------------------------------------- | ------------------------------------------ |
| 或る種の愛情 A Kind of Loving                                | ジョン・シュレシンジャー                                                                           | イギリス                                   |
| Al zouga talattashar (Wife Number 13)                        | Fatin Abdel Wahab                                                                                  | エジプト                                   |
| Badai-Selatan                                                | Sofia Waldi                                                                                        | インドネシア                               |
| Bajo un mismo rostro (Under the Same Skin)                   | ダニエル・ティナイレ                                                                               | メキシコ アルゼンチン                      |
| 赤毛の女 Die Rote                                            | ヘルムート・コイトナー                                                                             | 西ドイツ イタリア                          |
| Donnez-moi dix hommes désespérés (Give Me Ten Desperate Men) | ピエール・ジメール                                                                                 | イスラエル フランス                        |
| Duellen                                                      | クヌート・ライフ・トムセン                                                                         | デンマーク                                 |
| El Tejedor de milagros (The Miracle Weaver)                  | フランシスコ・デル・ヴィリャール                                                                   | メキシコ                                   |
| 世界最後の秘境ガラパゴス Galapagos - Trauminsel im Pazifik   | ハインツ・ジールマン                                                                               | 西ドイツ                                   |
| Hum Dono (We Two)                                            | Amarjeet                                                                                           | インド                                     |
| Il y a un train toutes les heures                            | アンドレ・カヴェンス                                                                               | ベルギー                                   |
| Isaengmyeong dahadorok (To the Last Day)                     | 申相玉                                                                                             | 韓国                                       |
| 小早川家の秋                                                 | 小津安二郎                                                                                         | 日本                                       |
| 二十歳の恋 L'amour à vingt ans                               | フランソワ・トリュフォー アンジェイ・ワイダ マルセル・オフュルス 石原慎太郎 レンツォ・ロッセリーニ | フランス イタリア 日本 西ドイツ ポーランド |
| La Bellezza di Ippolita (The Beautiful Ippolita)             | ジャンカルロ・ツァーニ                                                                             | イタリア フランス                          |
| La Poupée (The Doll)                                         | ジャック・バラティエ                                                                               | フランス イタリア                          |
| La Steppa                                                    | アルベルト・ラットゥアーダ                                                                         | イタリア フランス ユーゴスラビア           |
| 捕えられた伍長 Le caporal épinglé                            | ジャン・ルノワール                                                                                 | フランス                                   |
| Los Atracadores (The Robbers)                                | フランシスコ・ロヴィラ・ベレタ                                                                     | スペイン                                   |
| 充たされた生活                                               | 羽仁進                                                                                             | 日本                                       |
| H氏のバケーション Mr. Hobbs Takes a Vacation                 | ヘンリー・コスター                                                                                 | アメリカ合衆国                             |
| No Exit                                                      | タッド・ダニエルスキー                                                                             | アメリカ合衆国 アルゼンチン                |
| 良心なき世代 Os Cafajestes                                   | ルイ・グエッラ                                                                                     | ブラジル                                   |
| Out of the Tiger's Mouth                                     | ティム・ウェラン・ジュニア                                                                         | アメリカ合衆国                             |
| Pikku Pietarin piha (Little Presents)                        | ヤック・ウィティッカ                                                                               | フィンランド                               |
| シシリーの黒い霧 Salvatore Giuliano                          | フランチェスコ・ロージ                                                                             | イタリア                                   |
| 鏡の中にある如く Såsom i en spegel                           | イングマール・ベルイマン                                                                           | スウェーデン                               |
| Ta Heria                                                     | John G. Contes                                                                                     | ギリシャ                                   |
| Tonny                                                        | ニルス・R・ミューラー                                                                              | ノルウェー                                 |

## 審査員
- キング・ヴィダー （アメリカ/監督）
- アンドレ・ミシェル （フランス/監督）
- エメリック・プレスバーガー （イギリス/監督・脚本家）
- ドロレス・デル・リオ （メキシコ/女優）
- ギュンター・シュタペンホルスト （西ドイツ/プロデューサー）
- 菊盛英夫 （日本/作家）
- ユルゲン・シルト（Jurgen Schildt、スウェーデン/）
- Max Gammeter （スイス/）
- ブルーノ・ヴェルナー（Bruno E. Werner、西ドイツ/）